# Vince
Vincent Roucher, dit Vince (né le 1er août 1969 à Paris est un auteur de bande dessinée français spécialisé dans la science-fiction, qu'elle soit réaliste ou humoristique.
Surtout connu pour sa collaboration avec Stan Manoukian au sein du duo Stan et Vince, il a également travaillé avec Lewis Trondheim et Joann Sfar sur l'une des époques de leur série Donjon.

## Publications

### Sous le nom Vince
- Eden, Zenda, 1992  (ISBN 2-87687-112-2).
- Vortex : Tess Wood, Prisonnière du futur, Delcourt, coll. « Neopolis » :

1. Tess Wood, Prisonnière du futur 1, 1993  (ISBN 2-84055-014-8).
2. Tess Wood, Prisonnière du futur 2, 1995  (ISBN 2-84055-042-3).

- Esmera, scénario de Zep, Glénat, 2015  (ISBN 978-2-344-01098-3)[1].
- Donjon Antipodes +, scénario de Joann Sfar et Lewis Trondheim, Delcourt :

1. 10 000. Rubéus Khan, 2020  (ISBN 978-2-413-01686-1).
2. 10 001. Le Coffre aux âmes, 2022  (ISBN 978-2-413-04216-7).

### Au sein du duo Stan et Vince (avecStan Manoukian)
- Vortex : Tess Wood & Campbell t. 3 à 9, Delcourt, coll. « Neopolis », 1995-2003.
- Putain de télé !, Albin Michel, coll. « L'Écho des savanes », 1995  (ISBN 2-226-07818-5).
- Tarzan (scénario de Lovern Kindzierski d'après E. R. Burroughs), Soleil :

1. Le Monstre, 1998  (ISBN 2-87764-694-7).
2. Œil pour œil, 1998  (ISBN 2-87764-772-2).

- L'Imploseur (scénario de Benoît Delépine), Albin Michel, coll. « L'Écho des savanes », 2000  (ISBN 2-226-11112-3).
- La Bombe (scénario de Benoît Delépine), Albin Michel, coll. « L'Écho des savanes », 2001  (ISBN 2-226-12101-3).
- GodKiller (scénario de Benoît Delépine), Albin Michel, coll. « L'Écho des savanes », 2005  (ISBN 2-226-15823-5).
- Time Capsule, Delcourt, 2006  (ISBN 2-7560-0366-2). Art book.
- Les Chronokids (scénario de Zep), Glénat, 6 tomes et un hors-série, 2008-2014.
- Metalfer, Dargaud, 2013  (ISBN 978-2-205-06019-5).
- Now Future (scénario de Benoît Délépine), Glénat, 2016  (ISBN 978-2-344-01606-0).
- Density (scénario de Lewis Trondheim), Delcourt, coll. « Contrebande », 3 tomes, 2017-2021.